# کازوی کوست و گلنز
کازوِی کوست و گلنز (به انگلیسی: Causeway Coast and Glens) یک بخش در ایرلند شمالی است.